# Calamiana kabilia
Calamiana kabilia és una espècie de peix de la família dels gòbids i de l'ordre dels perciformes.

## Morfologia
- Els mascles poden assolir 3,6 cm de longitud total.[4][5]

## Alimentació
Menja peixets i invertebrats, incloent-hi larves de mosquits.

## Hàbitat
És un peix de clima tropical i demersal.

## Distribució geogràfica
Es troba al Pacífic occidental: nord-est de Borneo i les Filipines.

## Observacions
És inofensiu per als humans.